# Віреон сизоголовий
Віреон сизоголовий (Vireo solitarius) — дрібний комахоїдний птах з роду віреон (Vireo) родини віреонових (Vireonidae). 

## Назва
Українська видова назва походить від характерного сіро-блакитного забарвлення голови, порівняно з жовтуватим тулубом. 

## Поширення
Віреон сизоголовий — мігруюча пташка, яка літо проводить у середній смузі Канади, включаючи деякі райони сходу США, а зиму — на південно-західному узбережжі США аж до Флориди і Центральної Америки. Зазвичай мігрує як на північ, так і на південь раніше за інших птахів. Полюбляє узлісся мішаних лісів; полює за комахами вздовж гілок у середній та верхній частині крон дерев.